# Соборное уложение 1607 года
Соборное уложение 1607 года — закон Русского царства, предположительно изданный в период царствования Василия Шуйского. Имел целью урегулировать положение крестьян и холопов, а также сплотить класс землевладельцев в обстановке восстания Болотникова. Данным законом крестьянин окончательно прикреплялся к земле, крестьянский выход и вывоз полностью запрещался, принятие чужого крестьянина облагалось крупным штрафом, а срок сыска увеличивался с 5 до 15 лет. Исследователи, признающие подлинность Уложения, рассматривают его как чрезвычайно важную веху в процессе установления крепостного права.

## Предыстория
На рубеже XVI—XVII веков в Русском государстве происходило постепенное закрепощение крестьянства. Право крестьянского выхода было ограничено введением «заповедных лет» в царствование Ивана IV. В царствование Федора Ивановича (от имени которого правил Борис Годунов), право перехода от владельца в Юрьев день было фактически отменено. В обстановке катастрофического голода 1601—1603 годов царь Борис Годунов частично восстановил Юрьев день. Лжедмитрий I также планировал при определённых обстоятельствах разрешить крестьянский выход. После свержения Лжедмитрия в ходе восстания 1606 года и прихода к власти Василия Шуйского началось массовое повстанческое движение, в котором участвовали как крестьяне и казаки, так и мелкопоместное дворянство южных уездов. В ходе осады Москвы восставшими осенью 1606 года Шуйскому удалось переманить на свою сторону служилых людей под командование Ляпунова, Сумбулова и Пашкова и нанести поражение болотниковцам. В начале весны 1607 года Шуйский деятельно готовился к подавлению мятежей, предпринимая меры по сплочению своих сторонников. В этой обстановке 9 марта 1607 года царь Василий Шуйский, совместно с Думой и Освященным собором, приняли Уложение о крестьянах и холопах.

## Основные пункты Уложения
В вводной части Уложения содержалась своеобразная краткая «историческая справка» по крестьянскому выходу от «царя Ивана» до Бориса Годунова и делался вывод что «ныне чинятся в том великие разпри и насилииа, многим разорения, и убивства смертные, и многие разбои, и по путем грабления», что и служило основанием для последующего «приговора».
Уложение полностью отменяло крестьянский выход и предписывало до 1 сентября 1607 года удовлетворить челобитные по всем крестьянам, которые за предшествующие 15 лет «вышли за кого инаго», причем срок возврата устанавливался «до рождества христова» 1607 года. В случае затягивания с возвратом крестьян Уложение грозило ослушникам штрафами. Принадлежность крестьян полагалось определять по «книгам 101-го году» (т.е 1592—1593 годов). В случае, если челобитные до 1 сентября поданы не будут, крестьяне остаются «за тем, за кем они ныне живут», будут записаны «в книги» и в течение следующих 15 лет «вывоз» крестьян и судебные тяжбы по этому вопросу запрещаются. Срок сыска беглых крестьян и холопов от «государя», определённого новым Уложением, также устанавливался в 15 лет.
Уложение устанавливало штраф в 10 рублей за прием чужого крестьянина, плюс три рубля за каждый прожитый на новом месте год («пожилое»), плюс оплату за «двор» построенный на новом месте (сам двор разрешалось не вывозить). Крестьянина полагалось возвращать со всеми пожитками. Кроме того, если беглая женщина выходила замуж в «чужой отчине», то вместе с ней возвращался на прежнее место и её новый муж и все его пожитки, и дети (кроме детей от предыдущих браков). Задача сыска «пришлых» по уездам возлагалась также на представителей власти (наместников, воевод, судей, дьяков и всех приказных людей). Причем они должны были выпытывать обстоятельства побега, а «подговорщика» к побегу сурово штрафовать (на 10 рублей) и подвергать торговой казни. Задача возвращения беглого возлагалась на «подговорщика», о чём с него требовалось взять «поруку». Все, кто принимал у себя беглого более, чем на 7 дней, также облагались штрафом — по 10 рублей за мужчину и по три рубля за женщину. Уложение регулировало также вопрос бегства в дворцовые и «черные» села и волости, а также во владения церкви. Штрафы за прием беглых полагалось брать со старост и наместников, совершивших проступок, а «пожилое» и выплаты за двор — со всей общины, а в городах — со всех посадских людей. За недостаточное усердие в деле сыска беглых и взяточничество Уложение грозило взыскать с мздоимца вдвое и впредь не допускать до государевой службы.
Уложение предусматривало единственную возможность «выхода» — в том случае если владелец не обеспечит вступление в брак парню до 20 лет, а девушке до 18 лет (или не выдаст замуж вдову повторно в течение более чем двух лет). Причем в случае обращения с такой ситуацией органы власти должны были выдать «отпускные» грамоты и игнорировать последующие заявления хозяина о «краже или сносе». Данные меры должны были препятствовать умножению «блуда и скверно деяния». Уложение также оставляло возможность крестьянину наняться на работу на срок менее года (но только «не семьёю») без штрафных санкций к работодателю.

## Споры о достоверности и значении закона
Текст Уложения был обнаружен и введен в оборот историком Татищевым, что послужило основанием для масштабного спора о том, насколько верно он передал текст не сохранившегося подлинника. Долгое время считалось, что Татищев получил список Уложения от казанского губернатора С. Д. Голицына. Два других документа, полученных таким путем, вызывали серьезные сомнения, тень которых легла и на Уложение 1607 года. Первым осторожно усомнился в подлинности Уложения Карамзин. Затем М. П. Погодин, отстаивая концепцию о «безуказном» закрепощении, объявил Уложение фальсификацией, сделанной либо в XVII веке в интересах помещиков, либо самим Татищевым. Наиболее решительно отрицал достоверность Уложения историк XIX века И. Д. Беляев, который полагал его составленным в начале XVIII века, «прямо по указам Петра I». Доводы Погодина опровергал Костомаров, при этом Уложение на долгие годы оказалось в центре спора между сторонниками теорий «указного» и «безуказного» закрепощения крестьян.
Историки XIX — начала XX веков, за редкими исключениями, относились к тексту Уложения с большей или меньшей долей скепсиса. Так, Ключевский, отметая обвинения Татищева в подделке, тем не менее считал, что вводная часть Уложения («доклад») передана им в сокращенном виде. С. Ф. Платонов, хотя и считал, что Уложение «устанавливает твердо начало крестьянской крепости», считал все три документа, якобы полученные Татищевым от Голицына «подложными, или испорченными». В советское время, напротив, мнение о достоверности текста Уложения 1607 года получило поддержку в работах Веселовского, Грекова, Н. С. Чаева, Смирнова, Корецкого. Смирнов нашел и в 1951 году опубликовал ранее неизвестный список Уложения руки Татищева, что разрешило ряд вопросов касательно подлинности его текста. В частности, было показано, что источник, использованный Татищевым, не имеет отношения к казанскому губернатору, а был найден в «Чердынском архиве» пермского воеводы.
Современный историк В. А. Аракчеев выдвинул гипотезу, что Татищев восстановил, как ему казалось, текст Уложения на основе некой указной грамоты, отправленной воеводе в Чердынь. При этом были широко использованы нормы более поздних законов 17—18 веков. Историк Смутного времени В. Н. Козляков считал, что наиболее спорная, вводная, часть Уложения может быть «реабилитирована» особыми условиями его составления, однако полагал следы обработки Татищевым «несомненными». По его мнению, Уложение сохранилось в составе патриаршей грамоты, касалось только некоторых категорий населения и было неправомерно экстраполировано Татищевым на всех крестьян и холопов.
Надежные свидетельства о том, что принятое 9 марта 1607 года Уложение действовало на практике, пока отсутствуют. В. Д. Назаров, анализируя указную грамоту Василия Шуйского от 16 февраля 1608 года, считал, что нормы Уложения «послужили правовым основанием для челобитья и грамоты», и в первую очередь — срок сыска, который превышал установленную указом 1597 года норму в 5 лет. Однако, как указал В. А. Аракчеев, в грамоте указаны лишь года бегства, и не указано время подачи челобитной (которую как раз и требовалось подать в течение 5 лет после бегства). В случае, если дело было «засужено» в январе—августе 1607 года, то решение было вынесено в полном соответствии с законом от 1597 года. Таким образом, на основании указа от 16 февраля 1608 года нельзя сделать вывод о действии на тот момент срока сыска в 15 лет. Даже считая текст Уложения в целом подлинным, историкам приходилось признать, что в послесмутное время правовые нормы этого закона не применялись. Так, В. Д. Назаров считал, что «осуществление Уложения было сорвано Крестьянской войной».